# Kalabahi
Kalabahi (por vezes Calabai) é uma cidade situada na costa oeste da ilha de Alor, com cerca de 60 000 habitantes na sua zona urbana. A cidade é a capital da Regência de Alor (kabupaten) da província de Nusa Tenggara Oriental da Indonésia.